# Hertford Heath
Hertford Heath – wieś w Anglii, w hrabstwie Hertfordshire, w dystrykcie East Hertfordshire. Leży 3 km na południowy wschód od miasta Hertford i 32 km na północ od centrum Londynu.